# Guillaume II Chamaillard
Pour les articles homonymes, voir Chamaillard.
Guillaume II Chamaillard (ou de Chamaillard), sire d'Anthenaise (v.1320 - † v.1391) est le fils de Guillaume Ier Chamaillard, seigneur de Montambert, Trélazé, etc., et d'Eremburge, dont le nom de famille ne nous est pas parvenu.

## Famille
Guillaume Chamaillard, issu d'une famille de chevalerie, puissante et ancienne, originaire de l'Anjou, (Hugues - ou Guillaume - Chamaillard donne, vers 1080, l'église de Bocé, près de Baugé, à l'abbaye de Marmoutier), épouse vers 1340 Marie de Beaumont-Brienne (voir les articles vicomtes du Maine et Ste-Suzanne), fille de Jean II de Beaumont-Brienne († 1355) et d'Isabeau d'Harcourt.
Il en eut au moins un fils nommé Guillaume. Guillaume II Chamaillard, qui était à l'armée du roi, à Amiens, le 6 septembre 1338 lors de l'intronisation de Geoffroy de la Chapelle, évêque du Mans, se fit remplacer par son fils aîné Guillaume, à qui le prélat refusa les "touailles" attribuées à celui qui remplissait son office, parce qu'il était tout enfant et qu'il lui niait la faculté de remplacer son père.
Le droit seigneurial sur la terre de Bazougers issu de la famille d'Anthenaise lui appartenait alors puisqu'en 1364, Guillaume Chamaillard engagea "le chastel et terre de Bazogiers" pour une somme de 2500 fr. d'or à des banquiers de Bruges qu'il remboursa ensuite.
La fortune favorisa les Chamaillard, malgré la disparition prématurée de Guillaume dont la sœur, Marie Chamaillard, hérita les droits. Le beau-père de Guillaume, Jean II de Beaumont-Brienne, ne laissait qu'un fils, Louis II de Beaumont-Brienne, qui fut tué à la bataille de Cocherel le 23 mai 1364. Sa fortune échut à sa nièce Marie, fille de Guillaume II Chamaillard et de Marie de Beaumont.
Marie Chamaillard, (° v.1345 - † Argentan 18 novembre 1425), unique héritière des Chamaillard, fut épousée, le 20 octobre 1371, par Pierre II de Valois, comte d'Alençon.
La famille Chamaillard aura ainsi permis en deux générations la transmission des biens des familles de Beaumont et d'Anthenaise à la famille d'Alençon ; de plus, sa descendance arriva avec Henri IV (descendant des Alençon) jusqu'au trône de France.

## Carrière militaire
Guillaume Chamaillard fut toujours sous les armes.
- En septembre et octobre 1345, on le trouve à la tête d'une compagnie de trois chevaliers et de dix-neuf écuyers, ès guerres de Xaintonge, soubz le gouvernement de Révérend Père en Dieu Mgr l'évesque de Biauvez, lieutenant du roy ès parties de Xaintonge, Poitou, Limousin.
- En 1348, à Amiens pour les guerres du roy[2] et par son commandement, pour la défense de tout le royaume de France.
- Il est au nombre des chevaliers bannerets convoqués par le roi[3], le 23 août 1353.
- Il est aussi à la tête de trois écuyers et d'un chevalier banneret,  Simon Chamaillard, dans une montre[4] passée à Château-Gontier le 1er décembre 1354.
- Il est de nouveau à Craon le 24 décembre 1355, avec une compagnie d'un chevalier et de six écuyers, soubz le gouvernement de Mgr Amaury, sire de Craon, lieutenant du roy ès parties d'Anjou et du Maine.
- Il dit s'être emparé de Château-Gontier, sur les Anglais sans doute, avant 1364[5].
- En 1368, il demande au baron de Sablé à se retirer de son château, où il accomplissait sa garde comme vassal,  à cause d'affaires qui grandement touchoient son honneur. Guillaume Chamaillard eut en effet beaucoup d'affaires et, tout en bataillant contre les Anglais, il plaidait avec acharnement. Deux registres des années 1353-1355 sont surtout remplis des plaidoiries de ses avocats.

## Sources et Bibliographie
- « Chamaillard » dans  Alphonse-Victor Angot, Ferdinand Gaugain, Dictionnaire historique, topographique et biographique de la Mayenne, Goupil, 1900-1910